# Pintara
Pintara es un género de lepidópteros ditrisios de la subfamilia Pyrginae  dentro de la familia Hesperiidae.

## Especies
- Pintara bowringi
- Pintara capiloides
- Pintara pinwilli
- Pintara tabrica